# Ataeniopsis pusillus
Ataeniopsis pusillus är en skalbaggsart som beskrevs av Hermann Burmeister 1877. Ataeniopsis pusillus ingår i släktet Ataeniopsis och familjen Aphodiidae. Inga underarter finns listade.